# Emissores Catalanes Audiovisuals de Proximitat
Emissores Catalanes Audiovisuals de Proximitat és una societat limitada que té per objecte la promoció, creació, gestió i explotació d'empreses dedicades al sector de la comunicació, en qualsevol àmbit territorial i, en especial, d'empreses dedicades al sector audiovisual. Es va constituir el 29 de gener de 2008 i té la seu a Esplugues de Llobregat. L'empresa està participada per: Cadena Pirenaica de Ràdio i Televisió, Imagina Ràdio, Ralpi, Televisió del Ripollès, D9 Comunicació, ETV Llobregat TV, Mola TV i Antoni Llorens Olivé.